# God's Pocket
God's Pocket es una película dramática estadounidense de 2014 dirigida por John Slattery y coescrita junto a Alex Metcalf, basada en la novela homónima de 1983 escrita por Pete Dexter. La película es protagonizada por Philip Seymour Hoffman (en uno de sus últimos papeles), Christina Hendricks, Richard Jenkins y John Turturro. Se proyectó en el Festival de Cine de Sundance de 2014, donde recibió críticas mixtas, y fue distribuida en Estados Unidos por IFC Films. La acción transcurre en un barrio de clase trabajadora del sur de Filadelfia inspirado en el barrio de Devil's Pocket, Filadelfia.

## Trama
Cuando el hijastro de un trabajador de cuello azul muere en un misterioso accidente, este trata de salir adelante, pero las cosas se vuelven difíciles a medida que otros individuos se entrelazan de maneras inesperadas.

## Reparto
- Philip Seymour Hoffman - Mickey Scarpato
- Richard Jenkins - Richard Shelburn
- Christina Hendricks - Jeannie Scarpato
- John Turturro - Arthur "Bird" Capezio
- Caleb Landry Jones - Leon Hubbard
- Domenick Lombardozzi - Sal Cappi
- Eddie Marsan - Smilin' Jack Moran
- Peter Gerety - McKenna
- Molly Price - Joanie
- Joyce Van Patten - Tía Sophie
- Glenn Fleshler - Coleman Peets

## Recibimiento
God's Pocket recibió críticas mixtas. Rotten Tomatoes le dio una puntuación de 38% sobre 94 reseñas y el consenso crítico del sitio dice: "Buen casting pero estereotipada de manera frustrarte, God's Pocket no logra un balance sensible entre comedia y drama". En Metacritic la película recibió un 51 sobre 100, basado en 29 reseñas, lo que significó "reseñas míxtas o promedio".
La película recibió algunos comentarios positivos por parte de algunos críticos importantes. Richard Roeper dijo: "La dirección de John Slattery es habilidosa y firme... Grandes actores al tope de sus capacidades trabajando con un material valioso". David Edelstein de New York Magazine/Vulture  comentó: "Slattery adaptó el libro con Alex Metcalf y consigue el tono correcto. La película es terriblemente divertida". En una reseña después de su estreno en Sundance, The Guardian le dio un puntaje de 4 sobre 5. The New York Post afirmó que el fime está "realizado con gran talento".

## Estreno
La película tuvo un estreno limitado el 9 de mayo de 2014, distribuida por IFC Films. Fue proyectada en 80 salas de cine estadounidenses y recaudó 170.000 dólares.